# ليبرالية دينية
الليبرالية الدينية هي تصور للدين بشكل عام (أو لدين ما بشكل خاص) يركز على الحرية والعقلانية. وهي موقف يتخذه الشخص تجاه دينه الخاص (على عكس النقد الديني الذي يوجهه شخص علماني، وعلى عكس انتقاد الأديان الأخرى التي لا يؤمن بها الشخص) بشكل يتعارض مع الموقف التقليدي أو الموروث، ويلاقي هذا الموقف معارضة مباشرة من موجات الأصولية الدينية. ترتبط الليبرالية الدينية بمفهوم الحرية الدينية، وهي تقبل العقائد والممارسات الدينية المختلفة، لكن ذلك لا يعني أن جميع أنصار الحرية الدينية يؤيدون الليبرالية الدينية، والعكس صحيح.

## لمحة عامة
تعطي «الليبرالية» في سياق الليبرالية الدينية معنى الليبرالية الكلاسيكية، إذ تشكلت في مرحلة عصر التنوير، والتي مثلت نقطة البداية لكل من الليبرالية الدينية والسياسية، لكن الليبرالية الدينية، لا تلتقي بالضرورة مع جميع معاني «الليبرالية» في الفلسفة السياسية. على سبيل المثال، فشلت دراسة تجريبية أجريت في إلينوي عام 1973 لإيجاد رابط بين الليبرالية الدينية والليبرالية السياسية في الوصول إلى نتيجة حاسمة.

ظهر استخدام مصطلح «ليبرالي» في سياق الفلسفة الدينية منذ أواسط القرن التاسع عشر وأصبح المصطلح معروفًا في النصف الأول من القرن العشرين. على سبيل المثال، في عام 1936 كتب أستاذ الفلسفة والكاهن في كنيسة تلاميذ المسيح إدوارد سكريبنر في مقالته المدعوة «الليبرالية في الدين»:
«يبدو أن مصطلح «الليبرالية» بدأ يطور معنى دينيًا، ما يعطيه أهمية إضافية. إنه متناقض بشكل أكثر حدة مع الأصولية الدينية، ويشير إلى معنى أشد عمقًا من العصرية. تصف الأصولية موقفًا غير متقبل للانتقاد نسبيًا، وفيها تكون العادات والتقاليد والسلطوية أمورًا طاغية. لا شك أن خسارة الإيمان التقليدي تركت الكثيرين مرتبكين بغير هدف، ليجد هؤلاء أن لا راحة في التشويق للتجديد أو الهرب من المبادئ. إنهم يتوقون إلى الشعور بوجود معنى أعمق وتوجه لحياتهم. تتوجه الليبرالية الدينية -لا بصفتها طائفة دينية بل موقفًا وأسلوبًا- إلى الواقع الملموس في مهمات بناء حياة بشرية فردية وجماعية أكثر أهمية».
ينتقد مناصرو التقليدية الدينية مبدأ الليبرالية الدينية؛ لأنهم يرفضون فكرة تدخل عناصر الحداثة في التقاليد الدينية، ويعترض عليه مناصرو العلمانية أيضًا؛ لأنهم يفترضون أن إدخال التفكير العقلاني أو الناقد لا يترك أي مجال للدين بمجمله.

## في الديانة المسيحية
«المسيحية الليبرالية»: هي مصطلح واسع يشمل بعض التطورات في اللاهوت وثقافة المسيحيين منذ بداية التنوير في أواخر القرن الثامن عشر. انتشر هذا المصطلح بشكل أساسي بين الطوائف المسيحية الكبرى في العالم الغربي، لكنه يتلقى معارضة من قبل حركة الأصولية المسيحية التي تشكلت في رد على هذه الموجات، ومن قبل الطوائف المسيحية الإنجيلية بشكل عام. تتعارض المسيحية الليبرالية أيضًا مع الأشكال المحافظة للمسيحية خارج العالم الغربي وخارج نطاق تأثير فلسفة التنوير والعصرية، خصوصًا ضمن المسيحية الشرقية.
تملك الكنيسة الرومانية الكاثوليكية بالتحديد تاريخًا مليئًا بالجدل حول مسائل الليبرالية الدينية. على سبيل المثال، نظرت المعايير الدينية في القرن التاسع عشر إلى الكاردينال جون هنري نيومان (1801 – 1890) على أنه ليبرالي إلى حد ما لأنه انتقد مبدأ العصمة البابوية، لكن الكاردينال اتخذ موقفًا معارضًا بشكل صريح لما دعاه بـ «الليبرالية في الدين»؛ لأنها يمكن أن تقود إلى النسبوية المطلقة بحسب تعبيره.
انتقد الكاتب المشيخي البروتستانتي الإنجيلي المحافظ جون بريشام ماكن ما دعاه بـ «الليبرالية الطبيعية» في كتابه المسيحية والليبرالية الذي نشره عام 1923، والذي حاول من خلاله إظهار أنه «بالرغم من استخدام الليبراليين للتعابير التقليدية لكن الليبرالية المعاصرة ليست دينًا مختلفًا عن المسيحية فحسب، بل إنها تنتمي إلى نوع مختلف تمامًا من الأديان». أبدى المدافع عن المسيحية الإنجيلية سي. إس. لويس وجهة نظر مشابهة لماكن في أواسط القرن العشرين، مشيرًا إلى أن «اللاهوت من النمط الليبرالي» أدى إلى إعادة تصور كلية للديانة المسيحية ورفض المسيحية التي يفهمها أتباعها المسيحيون بحد ذاتهم.

## في الديانة اليهودية
بدأت الإصلاحات الدينية اليهودية الألمانية في ضم الفكر النقدي والأفكار الإنسانية إلى اليهودية منذ بدايات القرن التاسع عشر. أدى هذا إلى إنشاء العديد من الطوائف غير التقليدية، من اليهودية المحافظة الليبرالية بشكل معتدل، وصولًا إلى اليهودية الإصلاحية الليبرالية المتطرفة. يتبنى الجناح المعتدل من اليهودية الأرثوذكسية المعاصرة -خصوصًا الأرثوذكسية المنفتحة- منهجًا مشابهًا.

## في الديانة الإسلامية
تتضمن الليبرالية والتقدمية في الإسلام أشخاصًا معلنين لإسلامهم أنشؤوا قاعدة هامة من الفكر الليبرالي حول مفاهيم الإسلام وطقوسه. يوصف عملهم أحيانًا باسم «الإسلام التقدمي»، ويعتبر بعض المفكرين مثل أستاذ الدراسات الإسلامية أميد صافي أن كلًا من الإسلام التقدمي والإسلام الليبرالي حركة مستقلة.
ترتكز منهجيات كل من الإسلام الليبرالي أو التقدمي على تفسير النصوص الإسلامية التقليدية (مثل القرآن والحديث)، وهي عملية تدعى بالاجتهاد. يمكن أن يتراوح هذا الاجتهاد من مفهومه الضيق حتى الشكل الواسع، إذ يعتبر معنى القرآن فقط وحيًا، أما التعابير اللغوية من كلمات وجمل ضمنه فينظر إليها على أنها عمل الرسول محمد في زمنه الخاص وسياق محدد.
يرى المسلمون الليبراليون أنهم يعودون إلى المبادئ الأولى للأمة من جانب التفسير الأخلاقي التعددي للقرآن. وهم ينأون بأنفسهم عن بعض التفسيرات التقليدية غير الليبرالية للشريعة الإسلامية والتي يعتبرونها ذات أساس ثقافي وغير قابلة للتطبيق بشكل معمم. تستخدم الحركة الإصلاحية مفهوم التوحيد كمبدأ منظم للمجتمع البشري وأساس للمعرفة الدينية والتاريخ والميتافيزيقيا والجماليات والأخلاق، بالإضافة إلى النظام الاجتماعي والاقتصادي والعالمي.
العصرية الدينية حركة وصفت بأنها «الاستجابة الأيديولوجية الإسلامية الأولى» التي تحاول التوفيق بين الدين الإسلامي من جهة، والمبادئ المعاصرة مثل الوطنية والديمقراطية والحقوق المدنية والعقلانية والمساواة والتطوير من جهة أخرى. تتضمن هذه الحركة إعادة النظر في المفاهيم التقليدية للفقه الإسلامي ومنهجيته، ومقاربة جديدة للديانة الإسلامية وتفسير القرآن.
كانت هي الأولى من بين عدة حركات إسلامية -مثل العلمانية والإسلاموية والسلفية- التي ظهرت في أواسط القرن التاسع عشر كردة فعل على التغيرات المتسارعة في ذلك الوقت، خصوصًا الغزو الملحوظ للحضارات الغربية والاستعمار للعالم الإسلامي. يتضمن مؤسسو هذه الحركة عالم الدين محمد عبده الذي عمل شيخًا للأزهر مدة قصيرة قبل وفاته عام 1905، بالإضافة إلى جمال الدين الأفغاني ومحمد رشيد رضا.
استخدم المجددون الإسلاميون الأوائل (مثل الأفغاني ومحمد رضا) مصطلح «السلفية» للإشارة إلى محاولاتهم لتجديد الفكر الإسلامي، ويشار إلى هذه «الحركة السلفية» في الغرب باسم «العصرية الإسلامية» في كثير من الأحيان، على الرغم من الاختلاف الكبير لهذه الحركة عما يعرف اليوم باسم الحركة السلفية، التي تشير عمومًا إلى حركات متطرفة مثل الوهابية. تبعًا للكاتب والأستاذ ماليس روثفن، عانت العصرية الإسلامية منذ نشأتها من مشاركة كل من الحكام العلمانيين، ومن «العلماء الإسلاميين الرسميين» الذين كانت مهمتهم الأساسية هي تشريع أعمال الحاكم وصياغتها بصورة دينية.
من الأمثلة على الحركات الليبرالية ضمن العالم الإسلامي حركة المسلمين البريطانيين التقدميين (التي تشكلت بعد هجمات لندن الإرهابية عام 2005، وانحلت في عام 2012) وحركة المسلمين البريطانيين للديمقراطية العلمانية (التي تشكلت عام 2006)، وحركة المسلمين من أجل القيم التقدمية (التي تشكلت عام 2007).

## في ديانات شرق آسيا
لم تتأثر أديان شرق آسيا مباشرة بالليبرالية وفلسفة التنوير، وخضعت جزئيًا لحركات الإصلاح بعد التواصل مع الحضارات الغربية في القرنين التاسع عشر والعشرين. ظهرت حركات الإصلاح الهندوسية هذه في الهند البريطانية في القرن التاسع عشر. ظهرت أيضًا العصرية البوذية (أو البوذية الجديدة) بشكلها الياباني كردة فعل على إصلاح مييجي، وتحولت مرة أخرى خارج اليابان في القرن العشرين، متيحةً الفرصة أمام ظهور طائفة الزن البوذية المعاصرة.